# 북광주 나들목
북광주 나들목(N.Gwangju IC)은 전라남도 담양군 대전면 태목리에 설치된 고창담양고속도로의 5번 교차로이다. 나들목 진출입로 및 요금소는 대전면 응용리, 중옥리와 접하고 있다. 나들목의 명칭과 달리 실제 위치는 광주광역시가 아니라 담양군에 위치하고 있다. 국도 제13호선을 통해 광주 시내 (북구 일대) 및 담양군 대전면 등지로 진출할 수 있다.

## 연혁
- 2006년 6월 13일 : 나들목과 접속되는 국도 제13호선 선형 변경으로 나들목 위치 변경[1]
- 2006년 12월 7일 : 고창담양고속도로 장성 ~ 담양 구간 개통과 함께 영업 개시[2]

## 구조물 정보
- 위치: 전라남도 담양군 대전면 태목리
- 영업소: 전라남도 담양군 대전면 고창담양고속도로 29
- 한국도로공사 광주전남본부: 전라남도 담양군 대전면 중옥길 34
- 한국도로공사 담양지사: 전라남도 담양군 대전면 중옥길 34

## 접속하는 도로
- 국도 제13호선 (추성로)
- 빛고을대로
- 신룡길

## 교통량 정보
| 요금소          | 통행량 (대/일) | 통행량 (대/일) | 통행량 (대/일) | 통행량 (대/일) | 통행량 (대/일) | 통행량 (대/일) | 통행량 (대/일) | 통행량 (대/일) | 통행량 (대/일) | 통행량 (대/일) | 각주  |
| 요금소          | 2007년         | 2008년         | 2009년         | 2010년         | 2011년         | 2012년         | 2013년         | 2014년         | 2015년         | 2016년         | 각주  |
| --------------- | -------------- | -------------- | -------------- | -------------- | -------------- | -------------- | -------------- | -------------- | -------------- | -------------- | ----- |
| 북광주 (폐쇄식) | 자료 미상      | 1,969          | 2,548          | 2,854          | 3,062          | 4,020          | 5,523          | 6,087          | 7,031          | 8,055          | [ 3 ] |
| 요금소          | 2017년         | 2018년         | 2019년         |                |                |                |                |                |                |                | [ 3 ] |
| 북광주 (폐쇄식) | 8,555          | 8,683          | 9,043          |                |                |                |                |                |                |                | [ 3 ] |